# Calathotarsus gigas
Espèce
Calathotarsus gigas est une espèce d'araignées mygalomorphes de la famille des Migidae.

## Distribution
Cette espèce est endémique de la région du Maule au Chili,. Elle se rencontre vers Talca.

## Description
Le mâle holotype mesure 14,1 mm.

## Systématique et taxinomie
Cette espèce a été décrite par Montenegro et Aguilera en 2024.

## Publication originale
- Montenegro & Aguilera, 2024 : « Una nueva especie de Calathotarsus Simon, 1903 (Araneae: Mygalomorphae: Migidae) para el centro-sur de Chile. » Revista Ibérica de Aracnología, vol. 45, p. 61-64.